# The Mathematical Intelligencer
The Mathematical Intelligencer — популярный математический журнал, издаётся с 1978 года четыре раза в год издательством Springer-Verlag. 

## Содержание
В журнале есть колонка писем читателей, там также публикуются рецензии на книги, интервью, анекдоты, воспоминания и математического фольклора, юмор и стихи, математика в искусстве. В прошлом были рубрики по истории Математики и развлечения математика.

## Критика
- В 2018 журнал принял к публикации статью, но позже отказался от неё под политическим давлением.[2]